# Посред нощ
„Посред нощ“ (на английски: Middle of the Night) е американски драматичен филм от 1959 година на режисьора Делбърт Ман с участието на Фредрик Марч и Ким Новак, адаптация на едноименна пиеса, поставяна на Бродуей.

## Сюжет
Двадесет и четири годишната разведена жена Бети Прайсър (Ким Новак) работи като рецепционистка в офиса на производител на дрехи. Тя е принудена да си вземе работа за в къщи. Нейният началник, петдесет и шест годишния вдовец Джери Кингсли (Фредрик Марч) отива, за да вземе документите.
Познавайки се само професионално, Бети разказва на Джери за проваления си брак с музиканта Джордж (Лий Филипс). Джери има дъщеря на нейната възраст, Лилиан (Джоан Копланд), а също и сестра Евелин (Едит Мейсър), стара мома, която е изцяло зависима от него.
Джери набира смелост да покани Бети на вечеря. Той се запознава с майка и, госпожа Мюлер (Гленда Фарел) и сестра и Алис (Джейн Норис), с които Бети споделя един апартамент. Връзката им се развива, но Бети е притеснена от това дали е редно да се среща с работодателя си. От своя страна, Джери се чуди, дали възрастовата разлика между тях не е причината за нейната сдържаност. Въпреки всичко, те преживяват романс от май до декември.
Членовете на семействата категорично отхвърлят тази връзка. Госпожа Мюлер смята Джери за долен старец, а сестра му нарочва Бети като зестрогонка, а него като глупак. Съпругът на Лилиан, Джак (Мартин Болсам) поздравява Джери, с което си навлича презрението на съпругата си и предизвиква скандал помежду им. Един колега, Уолтър Локман (Албърт Декър), който е хванат в капана на дълъг и нещастен брак, насърчава Джери да направи каквото е необходимо, за да намери истинското щастие.
Джордж се появява в града и се опитва да убеди Бети да се върне при него. В момент на слабост, те имат романтична среща. Бети го съжалява и се опитва да убеди Джери, че тяхната връзка не означава нищо за нея в емоционален аспект. Джери се чувства унижен.
Сестрата на Джери забелязва колко потиснат е той, когато се прибира в къщи. В състояние на депресия, Джери научава, че Уолтър е погълнал свръхдоза лекарства във вероятен опит да се самоубие. Джери вижда в това знак, че трябва да преследва щастието си, докато все още може. Той се връща при Бети с разперени ръце.

## В ролите
| Актьор        | Роля             |
| ------------- | ---------------- |
| Фредрик Марч  | Джери Кингсли    |
| Ким Новак     | Бети Прайсър     |
| Гленда Фарел  | госпожа Мюлер    |
| Албърт Декър  | Уолтър Локман    |
| Мартин Болсам | Джак             |
| Лий Грант     | Мерилин          |
| Лий Филипс    | Джордж Прайсър   |
| Едит Мейсър   | Евелин Кингсли   |
| Джоан Копланд | Лилиан           |
| Бети Уолкър   | Розалинд Нейман  |
| Лу Гилбърт    | Шърман           |
| Руди Бонд     | Гулд             |
| Ефи Афтън     | господин Хърбърт |
| Джейн Норис   | Алис Мюлер       |
| Дейвид Форд   | Пол Кингсли      |
| Лий Ричардсън | Джоуи Локман     |

## Награди и номинации
- Награда на „Националния борд на кинокритиците на САЩ“ за един от десетте най-добри филма през 1959 година.
- Номинация за Златен глобус за най-добра драматична мъжка роля на Фредрик Марч от 1960 година.
- Номинация за Златна палма за най-добър филм от Международния кинофестивал в Кан, Франция през 1959 година.[2]